# Kompania Solna
Kompania Solna (łac. Societas Regiae salis culinaris sive cocti et carbonum fossilium) – spółka akcyjna istniejąca w końcu XVIII wieku, do zadań której należało poszukiwanie i eksploatacja źródeł solnych w okolicach Buska. 2 kwietnia 1783 roku uzyskała przywilej królewski na poszukiwanie i warzenie soli oraz na poszukiwanie węgla kamiennego w dobrach królewskich i zwolnienie z olbory.
Kierowana przez Leopolda von Beusta, specjalistę saskiego, sprowadzonego przez króla. Spółka posiadała 32 akcje po 1000 dukatów. Początkowo należeli do niej tylko akcjonariusze zagraniczni. Od końca lat 80. XVIII wieku członkami jej byli król Stanisław August Poniatowski, prymas Michał Jerzy Poniatowski, Antoni Protazy Potocki, August Fryderyk Moszyński, Tadeusz Czacki i Piotr Fergusson Tepper.
Posiadała 8 szybów wierconych na terenach z solankami, warzelnię, 2 tężnie. W latach 1783–1788 uzyskano ok. 260 ton soli.